# Алтайлаг
Алтайский ИТЛ — исправительно-трудовой лагерь, находившийся в селе Михайловское, Алтайского края (1943—1945).
Алтайский ИТЛ действовал с января 1943 г. по апрель 1945 г., его управление располагалось в г. Барнауле. Максимальное число заключённых 6500 человек, занятых на строительстве железной дороги Кулунда—Михайловское, зданий для содовых печей Михайловского содового комбината, ЦЭС и 2-х паропроизводительных котлов, жилищных зданий г. Барнаула и его окрестностей.

## Время существования
Организован 22.01.1943 года, закрыт 06.04.1945 года.

## Подчинение
ГУЛЖДС с 22.01 1943 года;

## Дислокация и адрес
с. Михайловка, ст. Кулунда Омской ж.д., п/я 308

## Численность
- 01.02.1943 года — 6473 человек;
- 01.07.1944 года — 6273 человек;
- 01.07.1945 года — 4024 человека.

## Начальники
- нач.— майор ГБ Петренко И.Г., с 22.01.1943 по 24.05.1943;
- майор (п/п) ГБ Макаров И.Д., с 24.05.1943 по 02.04.1945;
- з/н — Ефимов Н.Л., ? — по 24.05.1943.

## Лагерь после войны
В 1946 году учреждение было преобразовано в Чистюньский инвалидный (оздоровительный) лагерь, подчиненный непосредственно ГУЛАГу, или в Чистюньлаг. С появлением у лагеря статуса оздоровительного резко улучшились условия содержания заключенных.

## Архив
- 1956 г. — в архиве КАРАГАНДИНСКОГО ИТЛ: личные дела з/к — 3507, картотека з/к — 9143, личные дела мобилизованных немцев и вольнонаемных;
- в Алтайском краевом ГА (г. Барнаул): пр. по Алтайлагу, тех. материалы, списки мобилизованных немцев и специалистов;
- в 1-м Спецотделе УМВД по Карагандинской обл.: личные дела вольнонаёмных. 1997 г. — в Центре хранения архивного фонда (ЦХАФ): тех. документация по строительству, переписка с ГУЛАГом, докладные записки и отчеты о состоянии лагеря, дислокация и штаты подр. Алтайстроя.